# 2012年ウクライナ最高議会選挙
2012年ウクライナ最高議会選挙は、ウクライナの立法府であるウクライナ最高議会（以下、最高議会）を構成する議員を全面改選するために行われる選挙で、2012年10月28日に投票が行われた。

## 概要
親ロシアのヴィクトル・ヤヌコーヴィチ政権下、2004年の所謂「オレンジ革命」の主役で著名な野党政治家であるユーリア・ティモシェンコ元首相が収監されて以降、初となる議会選挙である。地政学的要衝に位置しているウクライナが欧州連合とロシアのどちらに接近するのか、占う意味合いも強い選挙となった。

## 選挙データ

### 内閣
- 選挙時：ミコラ・アザロフ内閣（第14代）
- 選挙後：ミコラ・アザロフ内閣（第14代）

### 投票日
- 2012年12月8日

### 改選数
- 450
  - 小選挙区：225
  - 比例代表：225

### 選挙制度
- 小選挙区比例代表並立制

2011年11月に選挙法が改正され、比例代表（全国一選挙区）から並立制となった。比例代表の議席阻止ラインは3％から5％に引き上げられた。
投票方法
選挙権
満18歳以上のウクライナ国民
被選挙権
満25歳以上のウクライナ国民
登録有権者数
36,213,010

## 選挙活動
- 候補者：5,771名[3]
  - 小選挙区：3,127名
  - 比例代表：22政党2,644名

## 主要政党
この節では、世論調査（ラズムコフ研究所と民主イニシアチブ基金の共同調査）において5％以上の支持率を得た政党について紹介する。
- 地域党

ヤヌコーヴィチ大統領の与党で、親ロシア路線。ウクライナ東南部地域を主な支持基盤としている。
- 全ウクライナ連合「祖国」

現在、収監中のティモシェンコ元首相派を中心とした政党。
- UDAR

ウクライナを代表するプロボクサーであるビタリ・クリチコが結成した政党で、正式名称は「改革を目指すウクライナ民主連合」。汚職撲滅を訴え、都市部や若年層を中心に高い支持を得ている。
- ウクライナ共産党

1993年に結成。左派政党。ヤヌコーヴィチ大統領与党の一員。
- 全ウクライナ連合「自由」

1995年に結成。ウクライナ民族主義の政党。

### 出口調査

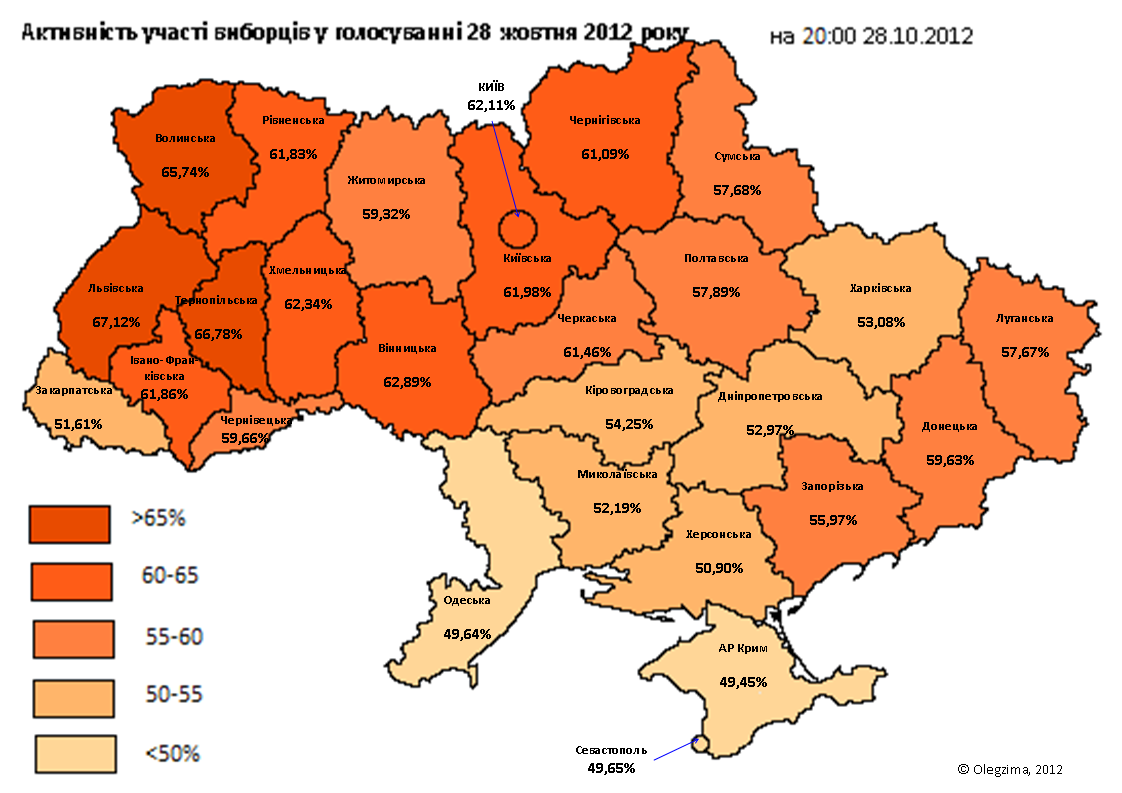
選挙に参加した投票者の割合（2012年10月29日）

| 国民出口調査 | 国民出口調査 | 国民出口調査 | 国民出口調査 | 国民出口調査 |
| ------------ | ------------ | ------------ | ------------ | ------------ |
|              |              |              |              |              |
| 地域党       | 地域党       |              | 28.1%        | 28.1%        |
| 連合「祖国」 | 連合「祖国」 |              | 24.6%        | 24.6%        |
| UDAR         | UDAR         |              | 15.4%        | 15.4%        |
| 連合「自由」 | 連合「自由」 |              | 12.2%        | 12.2%        |
| 共産党       | 共産党       |              | 11.6%        | 11.6%        |

| Research&Branding | Research&Branding | Research&Branding | Research&Branding | Research&Branding |
| ----------------- | ----------------- | ----------------- | ----------------- | ----------------- |
|                   |                   |                   |                   |                   |
| 地域党            | 地域党            |                   | 31.6%             | 31.6%             |
| 連合「祖国」      | 連合「祖国」      |                   | 23.7%             | 23.7%             |
| UDAR              | UDAR              |                   | 13.2%             | 13.2%             |
| 連合「自由」      | 連合「自由」      |                   | 11.0%             | 11.0%             |
| 共産党            | 共産党            |                   | 13.0%             | 13.0%             |

| レーティング | レーティング | レーティング | レーティング | レーティング |
| ------------ | ------------ | ------------ | ------------ | ------------ |
|              |              |              |              |              |
| 地域党       | 地域党       |              | 30.1%        | 30.1%        |
| 連合「祖国」 | 連合「祖国」 |              | 22.8%        | 22.8%        |
| UDAR         | UDAR         |              | 14.8%        | 14.8%        |
| 連合「自由」 | 連合「自由」 |              | 12.6%        | 12.6%        |
| 共産党       | 共産党       |              | 11.6%        | 11.6%        |

| 5 Channel    | 5 Channel    | 5 Channel | 5 Channel | 5 Channel |
| ------------ | ------------ | --------- | --------- | --------- |
|              |              |           |           |           |
| 地域党       | 地域党       |           | 27.6%     | 27.6%     |
| 連合「祖国」 | 連合「祖国」 |           | 23.4%     | 23.4%     |
| UDAR         | UDAR         |           | 14.3%     | 14.3%     |
| 連合「自由」 | 連合「自由」 |           | 12.5%     | 12.5%     |
| 共産党       | 共産党       |           | 12.5%     | 12.5%     |

## 選挙結果
選挙の結果、親ロシア派の与党である地域党が第一党となった。一方で、ティモシェンコ前首相陣営を中心とする連合「祖国」や元プロボクサーであるクリチコのUDAR、民族主義政党の「自由」など親欧米派の野党も健闘した。選挙監視団を派遣した欧州安保協力機構（OSCE）は、与党側による「行政手段」の悪用や偏向報道、不透明な開票作業など、今回の選挙は「後退」した部分があったことを指摘した。だが、有権者は異なる政党を選択することが出来、選挙当日の投票は平穏に行われた。
投票率：57.99％

### 党派別獲得議席
| 党派             | 得票数    | 得票率 | 議席数   | 議席数   | 議席数   |
| 党派             | 得票数    | 得票率 | 比例代表 | 小選挙区 | 合計議席 |
| ---------------- | --------- | ------ | -------- | -------- | -------- |
| 地域党           | 6,094,365 | 30.03% | 72       | 114      | 186      |
| 連合「祖国」     | 5,167,203 | 25.51% | 61       | 42       | 104      |
| UDAR             | 2,825,384 | 13.94% | 34       | 6        | 40       |
| ウクライナ共産党 | 2,676,036 | 13.18% | 32       | 0        | 32       |
| 連合「自由」     | 2,114,877 | 10.44% | 25       | 12       | 37       |
| 急進党           | 220,236   | 1.08%  | 0        | 1        | 1        |
| 統一センター     | －        | －     | －       | 3        | 3        |
| 人民党           | －        | －     | －       | 2        | 2        |
| 同盟             | －        | －     | －       | 1        | 1        |
| 無所属           | －        | －     | －       | 44       | 44       |